# Ауфаније
Ауфаније (Aufaniae) су једним именом представљале богиње-мајке у келтској митологији. Биле су поштоване у континенталној Европи, нарочито у долини Рајне у Немачкој.